# Ángel Luis Camacho Bautista
Ángel Luis Camacho Bautista   (Buenavista del Norte, 21 de setembre de 1973) és un exfutbolista i entrenador canari. Com a jugador ocupava la posició de migcampista.

## Trajectòria
Va militar a l'equip de la seua vila, en la U. D. Icodense i des d'allà al filial del Reial Madrid. Debuta a Segona Divisió a la temporada 97/98, amb el Deportivo Alavés. Disputa 33 partits i marca un gol amb els bascos que, a més, pugen a primera divisió. Però, el migcampìsta fitxa pel CD Numancia, romanent a la divisió de plata.
Amb els sorians aconsegueix de nou l'ascens a la màxima categoria, aquesta vegada amb tres gols en 38 partits. No té continuïtat amb el Numancia, i marxa al CA Osasuna, amb qui viu un tercer ascens consecutiu. El canari no seria titular amb els navarresos: 19 partits i un gol.
Aquesta vegada sí que continua amb l'equip que ha ascendit, i debuta a primera divisió a la campanya 00/01 amb l'Osasuna. Hi jugaria 13 partits de la seua única temporada a la màxima categoria.
A partir del 2001 milita en equips de divisions més modestes: Real Avilés Industrial, Universidad de Las Palmas CF i Fuerteventura. En aquest darrer club penjaria les botes i inicia la seua tasca a les banquetes.